# 奥滕巴赫 (巴登-符腾堡州)
奥滕巴赫是德国巴登-符腾堡州的一个市镇。该市镇总面积为11.90平方公里，总人口2428人，其中男性1197人，女性1231人（2011年12月31日），人口密度204人/平方公里。